# Marsencollectie van het Pruisische leger III
De Marsencollectie van het Pruisische leger III (Königlich Preußische Armeemarsch-Sammlung III)  bestaat uit cavaleriemarsen (presenteer- en parademarsen voor de bereden troepen).
Koning Frederik Willem III van Pruisen nam op 10 februari 1817 het besluit voor zijn militaire muziekkorpsen marsen te verzamelen. Hieruit is een in Europa unieke verzameling van verschillende militaire marsen ontstaan. Van sommige werken is naam of titel niet bekend. Dit kan doordat bijvoorbeeld de partituur door een lid van de koninklijke familie van een reis in het buitenland was meegenomen. Ook zijn er marsen waarvan de componist niet bekend is.
| AM sinds  | AM Nr.   | Naam/titel                                                                                     | Componist                                                         | Bijzonderheden |
| --------- | -------- | ---------------------------------------------------------------------------------------------- | ----------------------------------------------------------------- | --- |
| 1817      | III, 1   | Marsch (1741); zie AM I, 1                                                                     | Koning Frederik II van Pruisen                                    | gecomponeerd in 1741 |
| 1841      | III, 1a  | Präsentiermarsch; zie AM I, 1a                                                                 | Koning Frederik Willem III van Pruisen                            | uit de jeugd - voor 1800 gecomponeerd |
| 1841      | III, 1b  | Der Hohenfriedberger                                                                           |                                                                   | oorspronkelijk: Mars van het Dragoner-Regiment Ansbach-Bayreuth - aan het regiment toegekend op 11 juni 1745                                     |
| 1841      | III, 1c  | Der Rheinströmer; zie AM I, 1d                                                                 |                                                                   | uit de tijd om 1750 |
| 1841      | III, 1d  | Der Mollwitzer; zie AM I, 1e                                                                   | Koning Frederik II van Pruisen                                    | gecomponeerd 1741 in het lager van Mollwitz, Silezië                                                                                             |
| 1841      | III, 1e  | Marsch (1756); zie AM I, 1f                                                                    | Koning Frederik II van Pruisen                                    | gecomponeerd 1756 |
| 1824      | III, 1f  | Parademarsch                                                                                   | Johann Heinrich Krause                                            | |
| 1824      | III, 2   | Langzame mars                                                                                  | Eduard Hayn                                                       | |
| 1824      | III, 3   | Langzame mars                                                                                  | Carl Mangner                                                      | |
| 1824      | III, 4   | Trabmarsch                                                                                     | Gaspare Spontini                                                  | |
| 1825      | III, 5   | Parademarsch                                                                                   | Johann Heinrich Krause                                            | |
| 1825      | III, 6   | Galop fanfare                                                                                  | Eduard Hayn                                                       | |
| 1825      | III, 7   | Galopmars                                                                                      | Anton Dörfeldt                                                    | |
| 1825      | III, 8   | Trabmarsch                                                                                     | A. Winzer                                                         | |
| 1825      | III, 9   | Galopmars uit het ballet "Das Schweizer Milchmädchen"                                          | Adalbert Gyrowetz                                                 | gecomponeerd in 1821 - bewerkt door Gottlieb Fiedler                                                                                             |
| 1825      | III, 10  | Galopmars                                                                                      | Eduard Hayn                                                       | |
| 1825      | III, 11  | Trabmars naar motieven uit de opera "Aline"                                                    | Henri Montan Berton                                               | gecomponeerd in 1815 - bewerkt door Johann Heinrich Krause                                                                                       |
| 1825      | III, 12  | Trabmars uit het ballet "Kiaking"                                                              | Adalbert Gyrowetz                                                 | gecomponeerd in 1822 - bewerkt door Gottlieb Fiedler                                                                                             |
| 1826      | III, 13  | Mars uit het tovenaars-klucht "Die Fee aus Frankreich"                                         | Wenzel Müller                                                     | gecomponeerd in 1821 - bewerkt door F. A. Wagner                                                                                                 |
| 1826      | III, 14  | Grote intochtmars uit het betovering-ballet "Die Fee und der Ritter"                           | Pietro Romani                                                     | gecomponeerd in 1823 - In 1825 uit Teplitz meegebracht                                                                                           |
| 1826      | III, 15  | Mars                                                                                           | Heinrich August Neithardt                                         | |
| 1827      | III, 16  | Galopmars                                                                                      | Johann Heinrich Krause                                            | |
| 1828      | III, 17  | Langzame mars                                                                                  |                                                                   | |
| 1828      | III, 18  | Redowatschka                                                                                   |                                                                   | (= snelle Bohemse dans in 2-kwartsmaat - Trabmars)                                                                                               |
| 1830/1832 | III, 19  | Mars naar motieven uit de opera "Wilhelm Tell"                                                 | Gioacchino Rossini                                                | bewerkt door Carl Wilhelm Ließ |
| 1834/1836 | III, 20  | Parademarsch                                                                                   | Ernst Freiherr von Danckelmann                                    | |
| 1837      | III, 21  | Cavalerie-mars                                                                                 | Wilhelm Wieprecht                                                 | gecomponeerd in 1829 voor het Garde Grenadier-Regiment Berlijn en door dit regiment tot 1836 als opstellingsmars uitgevoerd                      |
| 1837      | III, 22  | 8 Signalen zum Einrücken ins Lager und Abbringen der Standarten                                |                                                                   | ook als Parademarsch im Trab uitgevoerd - De nr. 1 van deze signalen is de Pruisische "Standartenfanfare"                                        |
| 1839      | III, 23  | Cavalerie-mars (1839)                                                                          | Ernst Freiherr von Danckelmann                                    | opgedragen aan Prins Albert van Pruisen (1809-1872) - bewerkt door Wilhelm Wieprecht                                                             |
| 1840      | III, 24  | Feestmars tot de maskerade "Richard Löwenherz" (1840)                                          | Ernst Freiherr von Danckelmann                                    | naar melodieën uit de gelijknamige opera van André Ernest Modeste Grétry                                                                         |
| 1841      | III, 25  | Leibmarsch des Großherrn Mamuth II.                                                            | Giuseppe Donizetti                                                | bewerkt door Wilhelm Wieprecht |
| 1841      | III, 26  | Festmarsch zur Säkularfeier des Regiments Garde du Corps (1840)                                | Wilhelm Wieprecht                                                 | het Regiment werd in 1740 opgericht - in 1840 was het in Berlijn-Charlottenburg gestationeerd                                                    |
| 1841      | III, 27  | Mars naar motieven uit de opera "Brennus"                                                      | Johann Friedrich Reichardt                                        | bewerkt door Wilhelm Wieprecht |
| 1841      | III, 28  | Marsch zur Einholung des Königs in Berlin (1840)                                               | Wilhelm Wieprecht                                                 | de kroning van Koning Frederik Willem IV van Pruisen vond plaats op 21 september 1840                                                            |
| 1841      | III, 29  | Mars voor het feest van de witte roos (1829)                                                   | Wilhelm Friedrich Graf von Redern                                 | het feest vond plaats op 13 juli 1829 in Potsdam voor het Neue Palais (Nieuwe Paleis)                                                            |
| 1841      | III, 30  | Festmarsch zur Säkularfeier des 2. Leib-Husaren Regiments (1841)                               | Wilhelm Wieprecht                                                 | het regiment werd in 1741 opgericht - in 1841 was het in Herrnstadt (Silezië)                                                                    |
| 1843      | III, 31  | Parademarsch                                                                                   | Ernst Freiherr von Danckelmann                                    | |
| 1843      | III, 32  | Trabmars van het huzaren regiment 10                                                           | F. Münter                                                         | het regiment was gestationeerd in Aschersleben                                                                                                   |
| 1843      | III, 33  | Trabmars naar motieven uit het ballet "Giselle" van Adolphe Adam                               | Albert Lorenz                                                     | was de parademars van het 2e Lijf-Huzaren-Regiment Viktoria van Pruisen nr. 2                                                                    |
| 1844      | III, 34  | Paulinen-mars                                                                                  | Julius Gerold                                                     | |
| 1844      | III, 35  | Mars (1844)                                                                                    | Ernst Freiherr von Danckelmann                                    | |
| 1844      | III, 36  | Bruiloftmars uit de "Een midzomernachtsdroom", op. 61 nr. 9                                    | Felix Mendelssohn Bartholdy                                       | bewerkt door Wilhelm Wieprecht |
| 1845      | III, 37  | Krieger's Lust; zie AM II, 127                                                                 | Josef Gung'l                                                      | bewerkt door Carl Mangner |
| 1846      | III, 38  | Parademarsch im Galopp                                                                         | Ludwig Kantmann                                                   | |
| 1846      | III, 39  | Mars naar motieven uit de feestopera "Ein Feldlager in Schlesien"                              | Giacomo Meyerbeer                                                 | bewerkt door Wilhelm Wieprecht |
| 1846      | III, 40  | Grote mars van de Berlijnse schuttersgilde                                                     | Wilhelm Wieprecht                                                 | |
| 1846      | III, 41  | Mars                                                                                           | Johann Schubert                                                   | in 1842 door prins Albert van Pruisen (1809-1872) uit Italië meegebracht - bewerkt door Wilhelm Wieprecht                                        |
| 1846      | III, 42  | Mars                                                                                           | Joseph Liehmann                                                   | bewerkt door Wilhelm Wieprecht |
| 1846      | III, 43  | Steyrers Heimweh, op. 38; zie AM II, 128                                                       | Josef Gung'l                                                      | bewerkt door Carl Mangner |
| 1846      | III, 44  | Potsdamer Casinomarsch, op. 45; zie AM II, 129                                                 | Josef Gung'l                                                      | bewerkt door Carl Mangner |
| 1846      | III, 45  | Husarenmut                                                                                     | Carl Mangner                                                      | opgedragen aan prins Albert van Pruisen (1809-1872)                                                                                              |
| 1846      | III, 46  | Feestmars                                                                                      | Hermann Bender jr.                                                | bewerkt door J. Heidenreich |
| 1846      | III, 47  | Geschwindmarsch                                                                                | G. Tutsch                                                         | door luitenant Job von Witzleben jr. uit Praag meegebracht - bewerkt door Carl Mangner                                                           |
| 1846      | III, 48  | Parademarsch                                                                                   | Grootvorstin Olga Konstantinova van Rusland                       | in 1845 door Prins Karel van Pruisen uit Sint-Petersburg meegebracht                                                                             |
| 1846      | III, 49  | Geschwindmarsch des Russischen Jäger Regiments Fürst von Warschau, Graf Paskewitsch-Eriwanski  |                                                                   | door prins Wilhelm I van Duitsland meegebracht                                                                                                   |
| 1850      | III, 50  | Parademarsch                                                                                   | Prinses Charlotte van Pruisen (1831-1855)                         | |
| 1853      | III, 51  | Parademarsch nr. 1                                                                             | Julius Möllendorf                                                 | bewerkt door Heinrich Saro |
| 1853      | III, 52  | Parademarsch nr. 2                                                                             | Julius Möllendorf                                                 | bewerkt door Heinrich Saro |
| 1853      | III, 53  | Cavelerie-mars, op. 13                                                                         | Carl Wilhelm                                                      | ook als "Wrangel-Marsch" bekend |
| 1853      | III, 54  | Parademarsch                                                                                   | Wilhelm Wieprecht                                                 | |
| 1853      | III, 55  | Parademarsch                                                                                   | Prinses Charlotte van Pruisen (1831-1855)                         | |
| 1853      | III, 56  | Parademarsch                                                                                   | Friedrich Neumann                                                 | |
| 1860      | III, 57  | Friedrich Wilhelm-Marsch                                                                       | Friedrich Wilhelm Ziegler                                         | won in 1857 de 2e prijs bij de marscompetitie van de muziekuitgave Bote & Bock, Berlijn                                                          |
| 1860      | III, 58  | Parademarsch in Bes majeur, op. 164                                                            | Albert Lorenz                                                     | won in 1858 de 3e prijs bij de marscompetitie van de muziekuitgave Bote & Bock, Berlijn                                                          |
| 1860      | III, 59  | Cavalerie-mars in Es majeur, op. 170                                                           | Albert Lorenz                                                     | won in 1859 de 2e prijs bij de marscompetitie van de muziekuitgave Bote & Bock, Berlijn                                                          |
| 1860      | III, 60  | Parademarsch in As majeur, op. 152                                                             | Albert Lorenz                                                     | won in 1857 de 3e prijs bij de marscompetitie van de muziekuitgave Bote & Bock, Berlijn                                                          |
| 1860      | III, 61  | Victoria-mars                                                                                  | Wilhelm Wieprecht                                                 | originele titel Princess Royal Victoria-March voor de kroning op 8 februari 1858 - in het trio is het "Rule Britannia" verwerkt                  |
| 1861      | III, 62  | Parademarsch                                                                                   | Prins Albert van Pruisen (1837-1906)                              | bewerkt door H. Köppen |
| 1861      | III, 63  | Parademarsch                                                                                   | August Böhr                                                       | |
| 1870      | III, 64  | Marche militaire; zie AM II, 203                                                               | Pauline Viardot-García                                            | gecomponeerd in 1867 in Baden-Baden en aan de Pruisische koningin Augusta van Saksen-Weimar-Eisenach opgedragen - bewerkt door Wilhelm Wieprecht |
| 1871      | III, 65  | Armee-Siegesmarsch, op. 90                                                                     | Ferdinand Sieber                                                  | ook: "Festparademarsch 1871 der Kavallerie" |
| 1876      | III, 66  | Bombardonmars, op. 107; zie AM II, 207                                                         | Heinrich Saro                                                     | naar motieven uit de opera "Das goldene Kreuz" van Ignaz Brüll                                                                                   |
| 1883      | III, 67  | De Duitse Keizergarde, op. 66; zie AM II, 208                                                  | Friedrich Wilhelm Voigt                                           | ter herinnering aan de slag bij Großgörschen op 2 mei 1813 - het trio met inzet van de signaalhoorns                                             |
| 1883      | III, 68  | Cavalerie-Parademars                                                                           | Emil Ruth                                                         | |
| 1891      | III, 69  | De Torgauer Parademars                                                                         | Joachim Scholz                                                    | in 1817 door koning Frederik Willem III van Pruisen uit Torgau meegebracht - bewerkt door Friedrich Wilhelm Voigt                                |
| 1891      | III, 70  | Schwedischer Reitermarsch ("Finska Rytteriets-Marsch")                                         |                                                                   | door prinses Charlotte van Pruisen (1831-1855) in 1889 uit Zweden meegebracht - bewerkt door Friedrich Wilhelm Voigt                             |
| 1892      | III, 71  | Koning Karel Mars                                                                              | Carl Ludwig Unrath                                                | gecomponeerd in 1868 - vernoemd naar koning Karel I van Württemberg                                                                              |
| 1892      | III, 72  | Des Großen Kurfürsten Reitermarsch                                                             | Cuno Graf von Moltke                                              | opgedragen aan keizer Wilhelm II van Duitsland - bewerkt door Reinhard Lehmann                                                                   |
| 1893      | III, 73  | Regimentsmars van het Ulanen-Regiment Koning Karel I van Württemberg (1e Württembergse) Nr. 19 | Grootvorstin Alexandra Josiphovna van Rusland                     | gecomponeerd in 1875 |
| 1893      | III, 74  | Mars van de Grenadier Garde Nr. 6 (1806); zie AM II, 214 (AM I, 55)                            |                                                                   | uit de tijd voor 1740 - bewerkt door Gustav Roßberg                                                                                              |
| 1893      | III, 75  | Mars; zie AM II, 215                                                                           | Prins August Willem van Pruisen                                   | gecomponeerd in 1751 - bewerkt door Carl Frese                                                                                                   |
| 1893      | III, 76  | Mars van het Infanterie Regiment von Thiele Nr. 46 (om 1795); zie AM II, 216                   |                                                                   | bewerkt door Carl Frese - het regiment stond in Warschau                                                                                         |
| 1893      | III, 77  | Mars van het Infanterie Regiment Prins Ferdinand Nr. 34 (circa 1790); zie AM II, 217           |                                                                   | bewerkt door Carl Frese - 2e mars van het regiment (1e mars zie AM I, 73) - het regiment stond in Ruppin                                         |
| 1893      | III, 78  | Mars; zie AM II, 218                                                                           | Prins August Willem van Pruisen                                   | gecomponeerd in 1750 - bewerkt door Carl Frese                                                                                                   |
| 1893      | III, 79  | Mars; zie AM II, 219                                                                           | Philippina Charlotte van Pruisen, Hertogin van Brunswijk-Lüneburg | gecomponeerd in 1751 - bewerkt door Carl Frese                                                                                                   |
| 1893      | III, 80  | Mars van het Infanterie Regiment von Möllendorff Nr. 25 (circa 1796); zie AM II, 220           |                                                                   | bewerkt door Carl Frese - 1e mars van het regiment (2e mars zie AM I, 64) - het regiment stond in Berlijn                                        |
| 1893      | III, 81  | Mars van het Infanterie Regiment von Treskow Nr. 17 (circa 1800); zie AM II, 221               |                                                                   | bewerkt door Carl Frese - het regiment stond in Danzig                                                                                           |
| 1893      | III, 82  | Mars van het Infanterie Regiment Jung Bornstedt Nr. 20 (circa 1792); zie AM II, 222            |                                                                   | bewerkt door Carl Frese - 2e mars van het regiment (1e mars zie AM I, 74) - het regiment stond in Maagdenburg                                    |
| 1893      | III, 83  | Mars                                                                                           | Prins August Willem van Pruisen                                   | gecomponeerd in 1749 - bewerkt door Carl Frese                                                                                                   |
| 1895      | III, 84  | Der Mollwitzer; zie AM I, 69 (AM I, 1e)                                                        | Koning Frederik II van Pruisen                                    | gecomponeerd 1741 in het legerkamp van Mollwitz, Silezië                                                                                         |
| 1895      | III, 85  | Der Dessauer; zie AM I, 66 (AM I, 1b)                                                          |                                                                   | naar een Italiaans lied, circa 1705 gecomponeerd                                                                                                 |
| 1895      | III, 86  | Der Rheinströmer; zie AM I, 68 (AM I, 1d)                                                      |                                                                   | omstreeks 1750 |
| 1895      | III, 87  | Mars van de Grenadier Garde Nr. 6 (1806); zie AM I, 55                                         |                                                                   | uit de tijd voor 1740 - bewerkt door Gustav Roßberg                                                                                              |
| 1896      | III, 88  | Oude mars                                                                                      |                                                                   | ook "Der Zorndorfer" benoemd |
| 1896      | III, 89  | Präsentiermarsch des Leib-Kürassier Regiments Großer Kurfürst (Schlesien) Nr. 1                | Cuno Graf von Moltke                                              | |
| 1898      | III, 90  | Eerste artilleriemars                                                                          |                                                                   | uit de 18e eeuw |
| 1898      | III, 91  | Tweede artilleriemars                                                                          |                                                                   | uit de 18e eeuw |
| 1899      | III, 92  | Marsch des Hannoverschen Garde du Corps (1866)                                                 |                                                                   | het regiment stond in Hannover |
| 1900      | III, 93  | Marsch des Hannoverschen Garde Husaren Regiments (1866)                                        | Johann Christian Bach                                             | het regiment stond in Verden (Aller) |
| 1900      | III, 94  | Mars van het 1e Bataljon Keur-Hannovers 2e Infanterie Regiment; zie AM I, 77                   |                                                                   | bewerkt door Gustav Roßberg |
| 1900      | III, 95  | Mars van het Keur-Hannovers Infanterie Regiment von Meding; zie AM I, 78                       |                                                                   | bewerkt door Gustav Roßberg |
| 1900      | III, 96  | Mars van het 2e Bataljon Keur-Hannovers 2e Infanterie Regiment; zie AM I, 79                   |                                                                   | bewerkt door Gustav Roßberg |
| 1900      | III, 97  | Mars van het 1e Bataljon keurhannovers 3e Infanterie Regiment; zie AM I, 80                    | Christoph F. Eley                                                 | gecomponeerd als Duke of York-March - bewerkt door Gustav Roßberg                                                                                |
| 1900      | III, 98  | Mars van het IIe Bataljon Keur-Hannovers 3e Infanterie Regiment; zie AM I, 81                  |                                                                   | bewerkt door Gustav Roßberg |
| 1900      | III, 99  | Marsch des Hannoverschen Cambridge Dragoner Regiments (1866)                                   |                                                                   | het regiment stond in Celle |
| 1900      | III, 100 | Marsch des Hannoverschen Kronprinz Dragoner Regiments (1866)                                   |                                                                   | het regiment stond in Osnabrück |
| 1900      | III, 101 | Marsch des Hannoverschen Königin Husaren Regimentes (1866)                                     | H. Jäger                                                          | het regiment stond in Lüneburg |
| 1900      | III, 102 | Mars van het Keur-Hannovers Dragoner Regiment von Ramdohr                                      |                                                                   | het regiment stond in Verden (Aller) |
| 1900      | III, 103 | Mars van de Hannoverse artillerie (1866) (Prins Coburg)                                        |                                                                   | lijkend op AM I, 27, maar met een ander trio |
| 1900      | III, 104 | Mars van het Hannovers Garde Grenadier Regiment (1821); zie AM II, 227 (AM II, 52)             |                                                                   | het regiment stond in Hannover - in Engeland is de mars bekend als: British Grenadier March                                                      |
| 1900      | III, 105 | Mars van het Hannoverse 5e Infanterie Regiment (1866); zie AM II, 228                          |                                                                   | het regiment stond in Lüneburg |
| 1900      | III, 106 | Mars van het Hannoverse 2e Infanterie Regiment (1866); zie AM II, 229                          |                                                                   | het regiment stond in Celle |
| 1900      | III, 107 | Mars van het Hannoverse 4e Infanterie Regiment (1866); zie AM II, 230                          | Julius Gerold                                                     | gecomponeerd in 1862 als Georgs Mars - het regiment stond in Stade                                                                               |
| 1900      | III, 108 | Mars van het Hannoverse Garde Jagers Bataljon (1866); zie AM II, 231                           | Wilhelm Nedderhuth                                                | gecomponeerd in 1809 - een presenteermars, opgebouwd op het Engelse jaagdlied van de Hamphire Hunting Club - het Bataljon stond in Hannover      |
| 1900      | III, 109 | Mars naar motieven uit de opera "Moses"; zie AM II, 58                                         | Gioacchino Rossini                                                | in 1823 door de kroonprins Frederik Willem IV van Pruisen uit München meegebracht                                                                |
| 1900      | III, 110 | Mars van het Hannoverse 2e Jager Bataljon (1866); zie AM II, 232                               |                                                                   | het Bataljon stond in Hildesheim |
| 1900      | III, 111 | Mars van het Hannoverse 3e Jager Bataljon (1866); zie AM II, 233                               |                                                                   | het Bataljon stond in Hannover |
| 1900      | III, 112 | Mars van de Hannoverse pioniers (1866) zie AM II, 234                                          |                                                                   | |
| 1901      | III, 113 | Kreuzritter-Fanfare                                                                            | Richard Henrion                                                   | gecomponeerd in 1893 in Prenzlau |
| 1902      | III, 114 | Keizerin Auguste Victoria Mars, op. 145; zie AM II, 236                                        | Eduard Funck                                                      | met het lied "Schleswig-Holstein, Meerumschlungen" van Karl Gottlieb Bellmann                                                                    |
| 1902      | III, 115 | Marsch Oranje-Nassau                                                                           | Pieter Joseph Kessels                                             | gecomponeerd als "Marche triomphale" met als trio het (volks)lied Wilhelmus von Nassauen - bewerkt door Johann Beul                              |
| 1905      | III, 116 | Mars Oud-Frankfurt, op. 14                                                                     | Otto Fleschner                                                    | er werden oude liederen uit Frankfurt am Main verwerkt                                                                                           |
| 1905      | III, 117 | De Brandenburgse Mars; zie AM I, 87                                                            | Richard Strauss                                                   | |
| 1906      | III, 118 | Salankemen-Marsch                                                                              | Bruno Garlepp                                                     | gecomponeerd in 1903 en opgedragen aan erfprins Wilhelm van Pruisen (1906-1940)                                                                  |
| 1906      | III, 119 | Präsentiermarsch des Königs-Jäger-Regiments zu Pferde                                          | Richard Strauss                                                   | gecomponeerd in 1905 en opgedragen aan het regiment - bewerkt door Hermann Baarz                                                                 |
| 1909      | III, 120 | Marsch der Lanzenreiter des Regiments von Ruesch                                               | Hermann Fischer                                                   | |
| 1909      | III, 121 | Cavalerie-Presenteermars                                                                       | Hermann Fischer                                                   | |
| 1910      | III, 122 | Wilhelmus von Nassauen                                                                         | Theodor Grawert                                                   | over Oud-Nederlandse krijgsliederen |
| 1911      | III, 123 | Grenadiermars; zie AM I, 91                                                                    | Hans Egon von Garnier                                             | bewerkt door Max Steier |
| 1911      | III, 124 | Mars van de vrijwillige Jagers uit de bevrijdingsoorlogen; zie AM II, 239                      |                                                                   | uit de tijd om 1800 - bewerkt door Heinrich Homann (componist)                                                                                   |
| 1912      | III, 125 | Trabmars nr. 1                                                                                 | Paul Schuch                                                       | |
| 1912      | III, 126 | Trabmars nr. 2                                                                                 | Paul Schuch                                                       | |
| 1912      | III, 127 | Alexandra mars                                                                                 | Alwin Peschke                                                     | de titel werd afgeleid van het 2e dragonder-regiment                                                                                             |
| 1912      | III, 128 | Mars van het regiment von Arnim (1796)                                                         |                                                                   | bewerkt door Theodor Grawert - was circa 1796 mars van het Infanterie-Regiment von Arnim nr. 13 te Berlijn                                       |
| 1912      | III, 129 | Mars van de Keur-Brandenburgers                                                                | Carl Zimmer                                                       | bewerkt door Oskar Hackenberger - won in 1912 de 3e prijs tijdens de marscompetitie van de muziekuitgave Scherl, Berlijn                         |
| 1912      | III, 130 | Im Schmuck der Waffen                                                                          | Bruno Garlepp                                                     | bewerkt door Oskar Hackenberger - won in 1912 de 4e prijs tijdens de marscompetitie van de muziekuitgave Scherl, Berlijn                         |
| 1912      | III, 131 | Zweedse Oorlogsmars (Björneborgarnes); zie AM II, 241                                          |                                                                   | uit de 18e eeuw - bewerkt door Theodor Grawert                                                                                                   |
| 1913      | III, 132 | Feestmars, op. 19, nr. 1                                                                       | Georg Meßner                                                      | gecomponeerd ter gelegenheid van het 25e regeringsjubileum van Keizer Wilhelm II van Duitsland                                                   |
| 1913      | III, 133 | Mars van het Keur-Hessische dragonder-regiment Landgraaf Friederich                            |                                                                   | bewerkt door Georg Meßner |
| 1913      | III, 134 | Parademarsch im Trab, op. 19, nr. 2                                                            | Georg Meßner                                                      | |
| 1913      | III, 135 | Parademarsch im Galopp, op. 19, nr. 3                                                          | Georg Meßner                                                      | |
| 1913      | III, 136 | Keizer Wilhelm jubileummars                                                                    | Georg Kirchhof                                                    | gecomponeerd in 1913 ter gelegenheid van het 25e regeringsjubileum van Keizer Wilhelm II van Duitsland                                           |
| 1913      | III, 137 | De Jager uit Keurpalts (Der Jäger aus Kurpfalz); zie AM II, 243                                | Johann Gottfried Rode                                             | in het trio is het bekende lied van Martin Klein verwerkt                                                                                        |
| 1913      | III, 138 | Der Pappenheimer                                                                               | vermoedelijk van Michael Haydn                                    | gecomponeerd in 1790 - bewerkt door Otto John |
| 1917      | III, 139 | Armeemarsch                                                                                    | Prinses Maria Elisabeth van Saksen-Meiningen                      | |
| 1925      | III, 140 | Bayerische Galopp-Fanfare                                                                      | Max Böhme                                                         | |
| 1925      | III, 141 | Althessischer Reitermarsch (1732)                                                              | Landgraaf Lodewijk VIII van Hessen-Darmstadt                      | gecomponeerd in 1732 |
| 1926      | III, 142 | Kürassiermarsch "Großer Kurfürst"                                                              | Walter von Simon                                                  | gecomponeerd in 1891 |
| 1926      | III, 143 | Marsch für das Preußische Leib-Husaren Regiment                                                | Carl Maria von Weber                                              | gecomponeerd op 29 juli 1822 te Dresden voor 10 trompetten                                                                                       |